# سادات سید باقر مداح
سادات سید باقر مداح به عنوان مادر پرستاری نوین ایران متولد ۱۳۱۱ در تهران دارای دکتری آموزش پرستاری از دانشگاه پرتوریا آفریقای جنوبی می‌باشد.

## سمت‌های فعلی
- رئیس هیئت ممتحنه و ارزشیابی پرستاری وزارت بهداشت، درمان و آموزش پزشکی
- عضو شورای سیاست گذاری پرستاری وزارت بهداشت، درمان و آموزش پزشکی
- عضو شورای عالی سازمان نظام پرستاری ایران و مسئول کمیته آموزشی و پژوهشی سازمان و معاونت پرستاری وزارت بهداشت[۳]
- هیئت علمی بازنشسته دانشگاه علوم بهزیستی و توانبخشی و مشاور ریاست دانشگاه علوم بهزیستی و توانبخشی

## سوابق تحصیلی
- اخذ لیسانس در رشته پرستاری، مدرسه عالی پرستاری دانشگاه تهران، ایران۱۳۳۱–۱۳۳۴
- اخذ گواهی نامه رشته آموزش پرستاری، دانشگاه تورنتو، کانادا ۱۳۳۹–۱۳۴۰
- اخذ لیسانس رشته آموزش پرستاری، دانشگاه تورنتو، کانادا ۱۳۴۳–۱۳۴۵
- اخذ فوق لیسانس رشته علوم تربیتی ۱۳۴۹
- دکتری آموزش پرستاری دانشگاه پرتوریا، آفریقای جنوبی ۱۹۹۷ (۱۳۷۶)[۴]

## سوابق اجرایی
- هیئت علمی و استادیار دانشگاه و تدریس در مراکز آموزش عالی پرستاری از سال ۱۳۳۴ تا کنون در مقاطع کارشناسی، کارشناسی ارشد و دکتری
- معاونت آموزشی و ریاست انستیتو عالی پرستاری فیروزگر، دانشکده پرستاری و مامایی علوم پزشکی ایران از سال ۱۳۶۰ تا ۱۳۷۱
- معاونت پژوهشی دانشگاه علوم بهزیستی و توانبخشی ۱۳۷۱ تا ۱۳۷۷
- قائم مقام و مشاور ریاست دانشگاه علوم بهزیستی و توانبخشی ۱۳۷۷ تا کنون
- سرپرست شاخه پرستاری ستاد انقلاب فرهنگی، عضو گروه پزشکی از سال ۱۳۵۹ تا ۱۳۷۱
- سرپرست برنامه‌ریزی و نظارت و ارزشیابی رشته پرستاری ۱۳۷۱ تا کنون
- سرپرست کمیته تحقیقات پرستاری ۱۳۸۰ تا کنون
- عضو شورای پرستاری وزارت متبوع
- عضو شورایعالی نظام پرستاری از سال ۱۳۸۱ تا کنون
- عضو هیئت مؤسس انجمن علمی پرستاران
- عضو انجمن پرستاری
- عضو پانل مشورتی پرستاری سازمان جهانی بهداشت، منطقه مدیترانه شرقی

### نشان‌های ملی
- مدال درجه یک فرهنگ، وزارت فرهنگ سال ۱۳۳۸
- استاد نمونه در جشنواره فرهنگی تحقیقاتی رازی سال ۱۳۷۵
- پرستار نمونه در چهار نوبت سال‌های ۱۳۸۷-۱۳۷۰-۱۳۵۲-۱۳۵۰
- استاد نمونه دانشگاه تربیت مدرس سال ۱۳۸۴

### سوابق پژوهشی
مدیر مسئول و سردبیر فصلنامه پرستاری و مامایی ایران
مجری و محقق اصلی طرح پژوهشی
“تاثیر آموزش بر میزان عملکرد مراقبت از خود در مددجویان
عقب مانده ذهنی مقیم در مراکز نگهداری و توانبخشی رفیده” ۱۳۷۴–۱۳۷۶
مجری و محقق اصلی طرح پژوهشی بین کشوری
” بررسی وضعیت سلامت، مشکلات و توانمندی‌های سالمندان ایرانی و سوئدی” ۱۳۸۱–۱۳۸۵

### تالیفات
تألیف کتاب مبانی نظری پرستاری توانبخشی ۱۳۸۵
مشارکت در تألیف کتاب سلامت در جمهوری اسلامی ایران
نظارت بر تألیف کتاب «اصول طراحی سیستم‌های خدمات بهداشتی اجتماعی مبتنی بر جامعه ویژه سالمندان» ۱۳۸۶
نظارت بر تألیف کتاب «راهنمای مراقبت‌های بهداشتی کودکان در منزل» ۱۳۷۶
مقاله «طراحی مدل ارائه مراقبت در بیماران سکته مغزی» ۲۰۰۸
ارائه مقاله در قالب پانل در دهمین کنگره پرستاری، مادرید اسپانیا ۱۹۹۳